# Maria 2.0

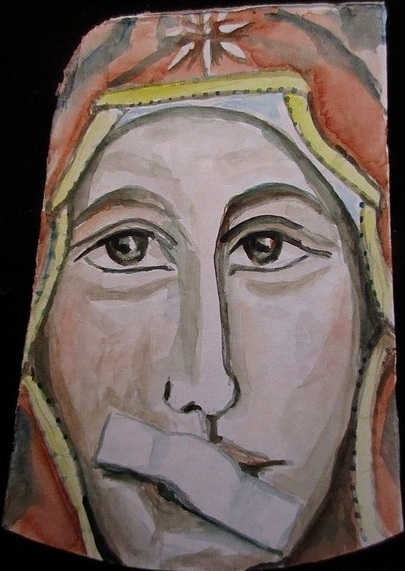
Marienikone, die für die Aktionswoche 2019 geschaffen wurde

Maria 2.0 ist eine von Frauen in der römisch-katholischen Kirche in Deutschland ausgehende Initiative. Sie begann mit einer Aktionswoche in Münster vom 11. bis zum 18. Mai 2019. In Süddeutschland wurde die Aktionswoche teils am 13. bzw. erst am 19. Mai 2019 aufgegriffen und bis zum 26. Mai 2019 fortgeführt. Die Initiative besteht aus lokalen Gruppen, die weitgehend autonom agieren.
Der Name der Initiative wird damit begründet, dass „Maria 1.0“ für Maria als Idealbild der schweigenden und dienenden Frau stehe. „2.0 heißt Neuanfang: Alles auf null stellen. Wir sind nicht mehr so!“, wie Lisa Kötter, eine der Initiatorinnen, formulierte.

## Vorgeschichte und Forderungen
Ausgangspunkt der Initiative war ein Lesekreis in der Pfarrei Heilig Kreuz in Münster, in dem Anfang 2019 das erste Apostolische Schreiben von Papst Franziskus, Evangelii gaudium, studiert wurde. In einer Online-Petition mit einem offenen Brief an Papst Franziskus forderten sie Zugang für Frauen zu allen kirchlichen Ämtern, die Aufhebung des Pflichtzölibats und eine umfassende Aufklärung von Missbrauchsfällen in der Kirche. Auch der Umgang mit den Opfern der Missbrauchsfälle wird kritisiert.
Die Forderungen der Initiative richten sich auch gegen Machtstrukturen in der Kirche. Im Zuge zur Frage der Machtstrukturen wurden im November 2020 von einer Maria-2.0-Mitinitiatorin die Weiheämter generell infragestellt. Daraufhin wurde in einem Kommentar dazu mehr Theologie in Kirchen-Debatten eingefordert.
Im April 2023 forderte die Initiative die sofortige Ablösung der Staatsleistungen an die katholische und evangelische Kirche.

## „Kirchenstreik“ und Aktionen im Jahr 2019

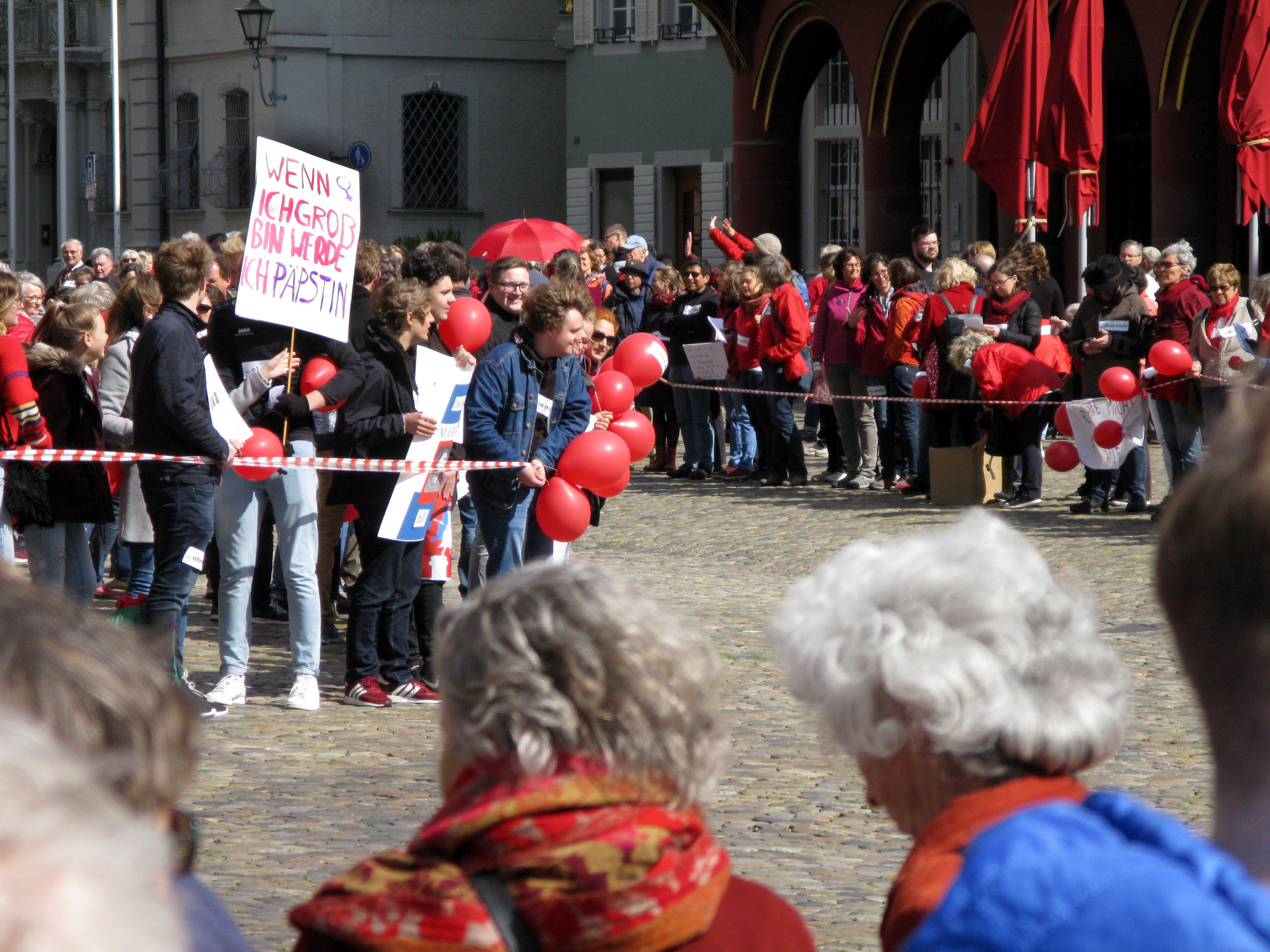
Demonstration nach einer Priesterweihe in Freiburg

In einem Aufruf der Initiatorinnen hieß es: „Wir rufen im Marienmonat Mai, in der Woche vom 11. bis zum 18. Mai 2019, alle Frauen auf, in einen ‚Kirchenstreik‘ zu treten: Wir betreten keine Kirche mehr und tun keinen Dienst. Vor den Kirchen werden wir Gottesdienst feiern und unsere Klagen und Forderungen nachdrücklich und kreativ zum Ausdruck bringen.“ Weiß als Farbe „des Mitgefühls, der Trauer und des Neubeginns“ schaffe ein gemeinsames Erscheinungsbild, so die Initiatorinnen. Sie regen an, weiße Kleidungsstücke, Tücher, Blüten und Kerzen bei den Aktionen zu verwenden. In mindestens 50 Orten wurden Aktionen im Rahmen von Maria 2.0 angekündigt, die nicht nur von Frauen getragen werden. In der Pfarrei Herz Jesu (Essen-Burgaltendorf) schlossen sich auch die ehrenamtlich tätigen Männer dem „Kirchenstreik“ an.

### Münster
Eine Mahnwache fand am Sonntag, dem 12. Mai 2019, vormittags auf dem Münsteraner Domplatz statt. An dieser zentralen Veranstaltung der deutschlandweiten Aktionswoche beteiligten sich etwa 700 bis 800 Gläubige.
Ende August 2019 fand ein Vernetzungstreffen für das Bistum Münster statt.

### Südbaden
Eine Vielzahl von Aktivitäten fanden im südlichen Baden-Württemberg statt.

#### Freiburg
Auf dem Freiburger Münsterplatz demonstrierten am Nachmittag des 12. Mai 2019 nach einer Priesterweihe rund 400 Frauen und Männer. Der zuständige Erzbischof Stephan Burger ging beim Auszug aus dem Münster auf zwei Wortführerinnen zu: „Die Botschaft kommt an“, sagte er, aber auch: „Ich werde diese Spannung heute nicht lösen können.“ Rund 200 Menschen, darunter Frauen aus der Maria-Magdalena-Gemeinde in Freiburg, setzten ihren Protest am 30. Juni fort, als Stadtdekan Christian Würtz zum Bischof geweiht wurde. Beteiligte kamen auch aus Mannheim und Konstanz. Würtz überreichte „ein Schreiben sowie ein rotes Knäuel an Sigrid Striet und Eveline Viernickel, verbunden mit dem Wunsch, der Gesprächsfaden möge nicht abreißen“, und der Einladung zu einem Gespräch im September. Dieses fand später statt. Erzbischof Burger sagte dabei zu, die Anliegen der Katholikinnen in den „Gesprächsprozess des synodalen Weges“ einzubringen; er wolle mit den Frauen im Dialog bleiben. Im Freiburger Ordinariat gingen nach Angaben des Sprechers Michael Hertl rund 500 E-Mails, Postkarten und Briefe ein, von denen der größte Teil die Forderungen der Aktion unterstützt. Das Ordinariat wollte alle Zuschriften beantworten.
Am 7. Juli 2019 und einigen der folgenden Sonntagen organisierten die Demonstrantinnen von 11 bis 11.30 Uhr, wenn das Domkapitel die Messe verlässt, eine „Aufwache“ vor dem Münster.

#### Bad Säckingen
Vor dem Fridolinsmünster in Bad Säckingen fand am Sonntag, den 19. Mai 2019 eine Aktion vor dem Portal und im Pfarrgarten „eine ‚etwas andere Maiandacht‘ mit Meditationstexten zu Maria und anderen Themen“ statt. In der Region, auch in Waldshut-Tiengen, wurden die Aktionen noch bis zum 26. Mai 2019 fortgesetzt.

#### Lauchringen

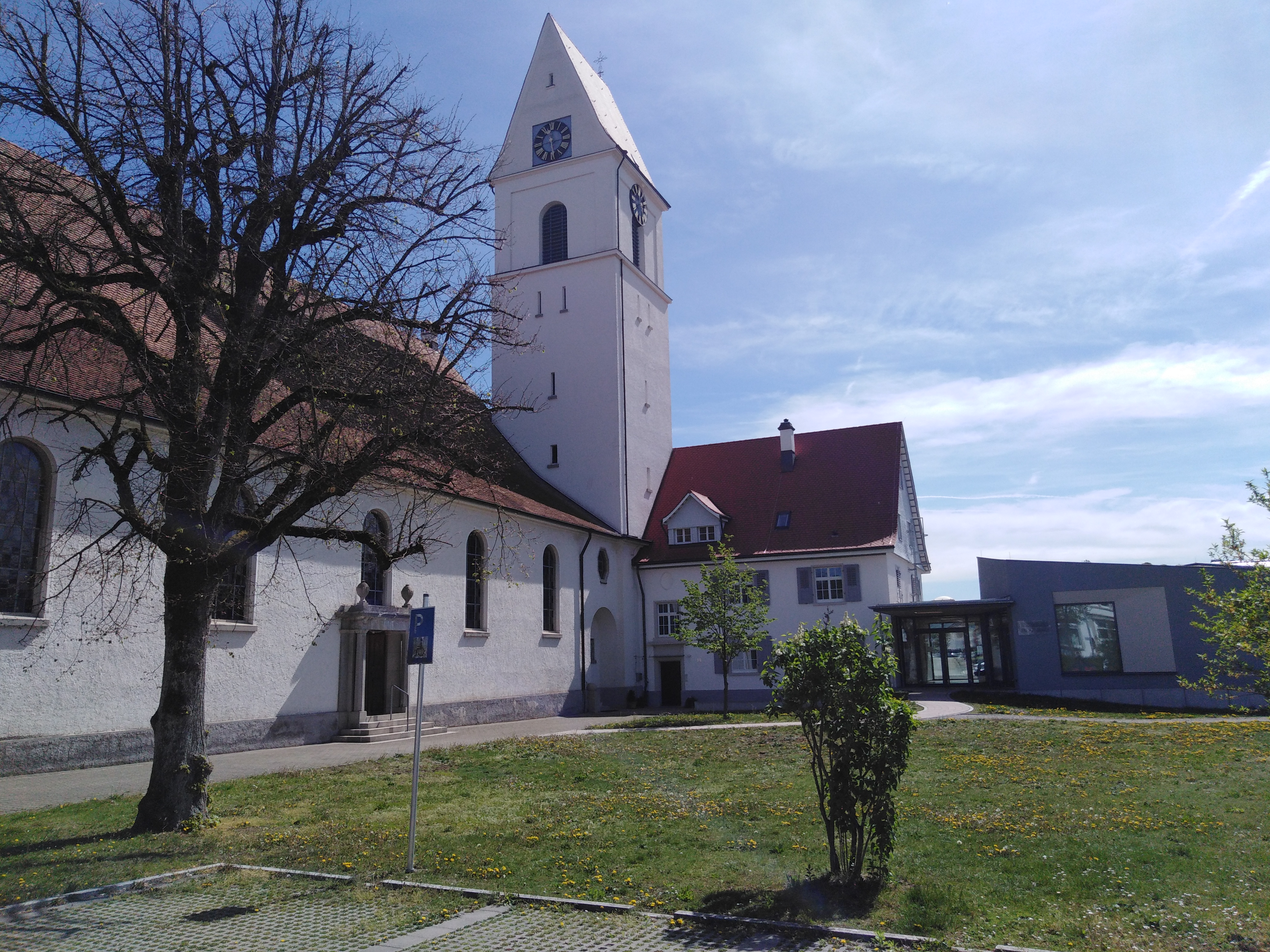
Katholische Herz-Jesu-Kirche in Unterlauchringen

In der Hochrhein-Gemeinde Lauchringen in Baden-Württemberg streikten drei Frauen ab 13. Mai 2019 und veranstalteten am 19. Mai 2019 einen Wortgottesdienst mit 60 Unterstützern, Frauen und Männern, vor der Kirche, darunter auch der hier heimischen Parlamentarischen Staatssekretärin bei der Bundesministerin für Umwelt, Naturschutz und nukleare Sicherheit und Bundestagsabgeordneten Rita Schwarzelühr-Sutter (SPD). Der Erzbischof des Erzbistums Freiburg, Stephan Burger, hatte zu dem Zeitpunkt ein Treffen mit den Frauen abgelehnt. Ab Oktober 2019 bis zum Juli 2020 „(laden) die Initiatorinnen des Lauchringer Kirchenstreiks […] jeden dritten Mittwoch im Monat jeweils in einem anderen Ort [im Landkreis Waldshut] zum Gebet für Gleichberechtigung von Männern und Frauen in der katholischen Kirche ein.“
Generell geht es um „die Gleichstellung von Männern und Frauen in der katholischen Kirche. […] Rund 5000 Unterschriften haben die drei Initiatorinnen des Lauchringer Kirchenstreiks […] seit Beginn ihrer Initiative im Mai gesammelt. […] Am Montag [23. September 2019] reisten die drei Frauen ins hessische Fulda, wo die Deutsche Bischofskonferenz tagt.“ Sie übergaben „an Kardinal Reinhard Marx, den Vorsitzenden der Bischofskonferenz, einen Aktenordner mit den Unterschriften.“
Vor Ort wurden sie auch von Mechthild Heil, der Vorsitzenden der Katholischen Frauengemeinschaft Deutschlands, unterstützt.

#### Hochrhein
Nach dem Streik in der Seelsorgeeinheit Mittlerer Hochrhein St. Verena zogen die Organisatorinnen aus Lauchringen Bilanz (im Gespräch): Es ginge um die Sensibilisierung für die Gleichstellung von Frau und Mann in der katholischen Kirche: „Das konnten wir erreichen, es wurde in der Bevölkerung breit diskutiert.“ Rückmeldungen gab es aus den Seelsorgeeinheiten Allensbach am Bodensee, aus Schwörstadt im Kreis Lörrach und aus dem Ortenaukreis. Auch „(haben) sich evangelische Christen zu Wort gemeldet.“ Die Pfarrer – „für die andere unsere Arbeiten während der Gottesdienste erledigt haben“ –, sind „uns zwar nicht in den Rücken gefallen, aber haben unseren Kirchenstreik weitgehend ignoriert.“ Der Leiter der Seelsorgeeinheit war jedoch zu einem Diskussionsabend bereit.
Mittlerweile ist Pfarrer Ulrich Sickinger, Leiter der Seelsorgeeinheit Mittlerer Hochrhein St. Verena, auch „einer von bislang 138 Unterzeichnern der online-Petition, mit der Priester und Diakone der Erzdiöse Freiburg ihre Unterstützung für die Reformbewegung Maria 2.0 der katholischen Kirche ausdrücken.“
Inzwischen gerät auch das Reformkonzept Pastoral 2030 in die Diskussion, denn „das hat zur Folge, dass ein Pfarrer sich künftig um eine Pfarrei von der Größe eines Landkreises kümmern muss.“

### Mainz
An Pfingsten 2019 fand eine Demonstration mit etwa 200 Teilnehmern vor dem Mainzer Dom statt, bei welcher auch der Mainzer Bischof Peter Kohlgraf anwesend war und eine Stunde lang mit den Teilnehmern diskutierte. Am 14. August 2019 traf sich Kohlgraf erneut mit Vertretern der Bewegung. Dabei betonte er, dass ihm an der Fortsetzung des Dialogs gelegen sei, und lud ein, „sowohl den synodalen Weg der deutschen Bischofskonferenz […] als auch den ‚Pastoralen Weg‘ im Bistum zu begleiten“. Er wolle die Themen von Maria 2.0 auch selbst in Gespräche einbringen.

### Berlin
Am Sonntag, dem 3. November 2019, fand vor der im Umbau befindlichen Berliner Hedwigs-Kathedrale ein Wortgottesdienst der Initiative Maria 2.0 statt, an dem knapp 100 Personen teilnahmen, darunter Barbara John, Wolfgang Thierse und der Vorsitzende des Diözesanrats der Katholiken im Erzbistum Berlin, Bernd Streich. Bei einem anschließenden Empfang im Kathedralforum sprach Erzbischof Heiner Koch mit den Teilnehmern.

## 2020
Auch im Jahr 2020 machten die Beteiligten auf ihr Anliegen aufmerksam. Im Rahmen einer bundesweiten Aktionswoche feierten Katholikinnen gleichzeitig zu einer Priesterweihe, die im Freiburger Münster stattfand, vor dem Münster eine Agape-Feier im Freien mit Blumen, Brot und Wein. An der Feier nahmen etwa 150 Menschen teil, die meisten weiß gekleidet und weiblich.
Durch die SARSCov2-Pandemie fielen viele geplante Präsenzveranstaltungen aus. Stattdessen wurden schriftliche Aktionen initiiert, z. B. schrieb Maria 2.0 Frankfurt im Juni einen Brief an Kardinal Stella mit der Bitte um Reformen.
Dort, wo Aktionen stattfanden, war die Teilnehmerzahl begrenzt, die Regelungen variierten. In Nordrhein-Westfalen z. B. galt bei einer Veranstaltung in Köln die Obergrenze von 200 Personen. Bei einer Veranstaltung in Fulda (Hessen) anlässlich der Herbstvollversammlung der Deutschen Bischöfe kamen nur ca. 100 Personen unter Beachtung der Abstandsregeln zusammen.

## „Thesenanschlag“ 2021

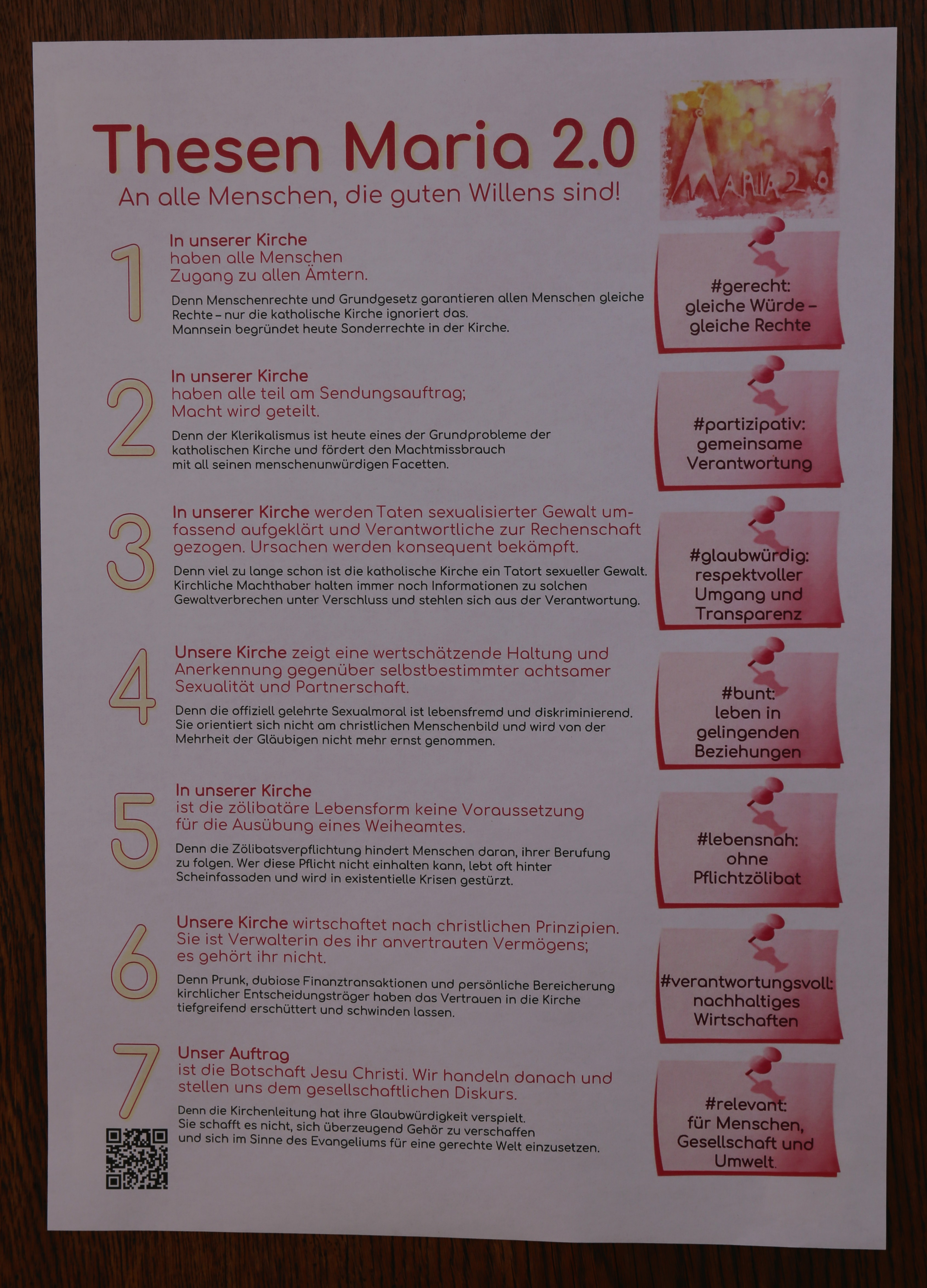
Thesen Maria 2.0, Februar 2021

In einer bundesweiten Protestaktion schlug die Reforminitiative am 21. Februar 2021 sieben Thesen an die Türen katholischer Kirchen an, z. B an der Pfarrkirche St. Peter und Paul in Wiesbaden an. Dies geschah in Anlehnung an Martin Luther, der laut Legende im Jahr 1517 seine 95 Thesen zur Reformierung der Kirche an die Schlosskirche Wittenberg angeschlagen haben soll.
Die Thesen wenden sich „an alle Menschen guten Willens“ und sind als Aufruf an die Deutsche Bischofskonferenz gedacht, die sich an dem nachfolgenden Dienstag zur Frühjahrsvollversammlung vom 23. bis zum 25. Februar 2021 virtuell traf. Sie fordern insbesondere eine Reform der kirchlichen Machtstrukturen.
In sieben Punkten fordert Maria 2.0 den Zugang aller Menschen zu den Kirchenämtern (Diakon, Priester, Bischof), d. h. auch für Frauen. Dies wird gefordert unter Berufung auf die Menschenrechte und das Grundgesetz der Bundesrepublik Deutschland. Gefordert wird auch die Teilung der Macht, indem alle Katholiken an der Sendung der Kirche mitwirken, die konsequente Aufklärung des sexuellen Missbrauchs in der Vergangenheit und die Änderung vorhandener Strukturen zur Vermeidung künftiger Fälle. Es wird eine andere Sexualmoral gefordert, die Sexualität positiv betrachtet, da die aktuelle Sexualmoral von der Mehrheit der Gläubigen ohnehin nicht mehr beachtet werde, die Abschaffung des Zölibats, einerseits um die aktuelle Doppelmoral heimlicher Beziehungen zu vermeiden und andererseits um mehr Menschen den Zugang zum Priesteramt zu ermöglichen. Die Kirche soll zu mehr Einfachheit zurückkehren, weniger Vermögen anhäufen und sich auf die eigentliche Sendung, nämlich die Verkündigung und das Leben nach dem Evangelium, besinnen. Mit einem Handeln nach der Botschaft Jesu könne die Glaubwürdigkeit wieder zurückgewonnen werden.
Die Thesen finden sich im Wortlaut auf der Webseite, die zum Thesenanschlag erstellt wurde, und eine Bildergalerie aller 1000 Kirchen, an denen die Thesen aufgehängt wurden.
In Benrath führte die Aktion zum Streit zwischen katholischen Frauen und Maria 2.0.

## Reaktionen
Unterstützung kam von der Katholischen Frauengemeinschaft Deutschlands und dem Katholischen Deutschen Frauenbund. Auch römisch-katholische Pfarrer äußerten Zustimmung für die Anliegen von Maria 2.0. So kündigte beispielsweise Jörg Hagemann, Stadtdechant von Münster, im Mai 2019 an, dass er am Wortgottesdienst auf dem Kirchenvorplatz teilnehmen werde und danach – wie es seine Aufgabe sei – die Eucharistie in schlichter Form im Kirchenraum feiern werde.
Franz-Josef Bode, Bischof von Osnabrück und Vorsitzender der Unterkommission Frauen der Pastoralkommission der Deutschen Bischofskonferenz, begrüßte im Mai 2019 die Aktion. Zwar sei problematisch, dass Frauen die Eucharistiegemeinschaft verließen und in Pfarrsälen eigene Feiern abhielten, doch müsse man die „Ungeduld“ wahrnehmen, hinter der eine „ganz tiefe Verletzung“ vieler in ihrer Kirche aktiver Frauen stehe: „dass sie sich in Kirche nicht so angenommen fühlen, wie es ihrem Einsatz entspricht.“
Stephan Burger, Erzbischof von Freiburg, zeigte im Mai 2019 Verständnis für den Wunsch, Frauen den Zugang zum Diakonat und zum Priesteramt zu ermöglichen, sah dafür aber keine kirchenrechtlichen Spielräume. Matthias Kopp, Sprecher der Deutschen Bischofskonferenz, erklärte, dass es Veränderungen geben müsse und dazu ein Dialog notwendig sei, aber Streiks nicht das richtige Mittel seien.

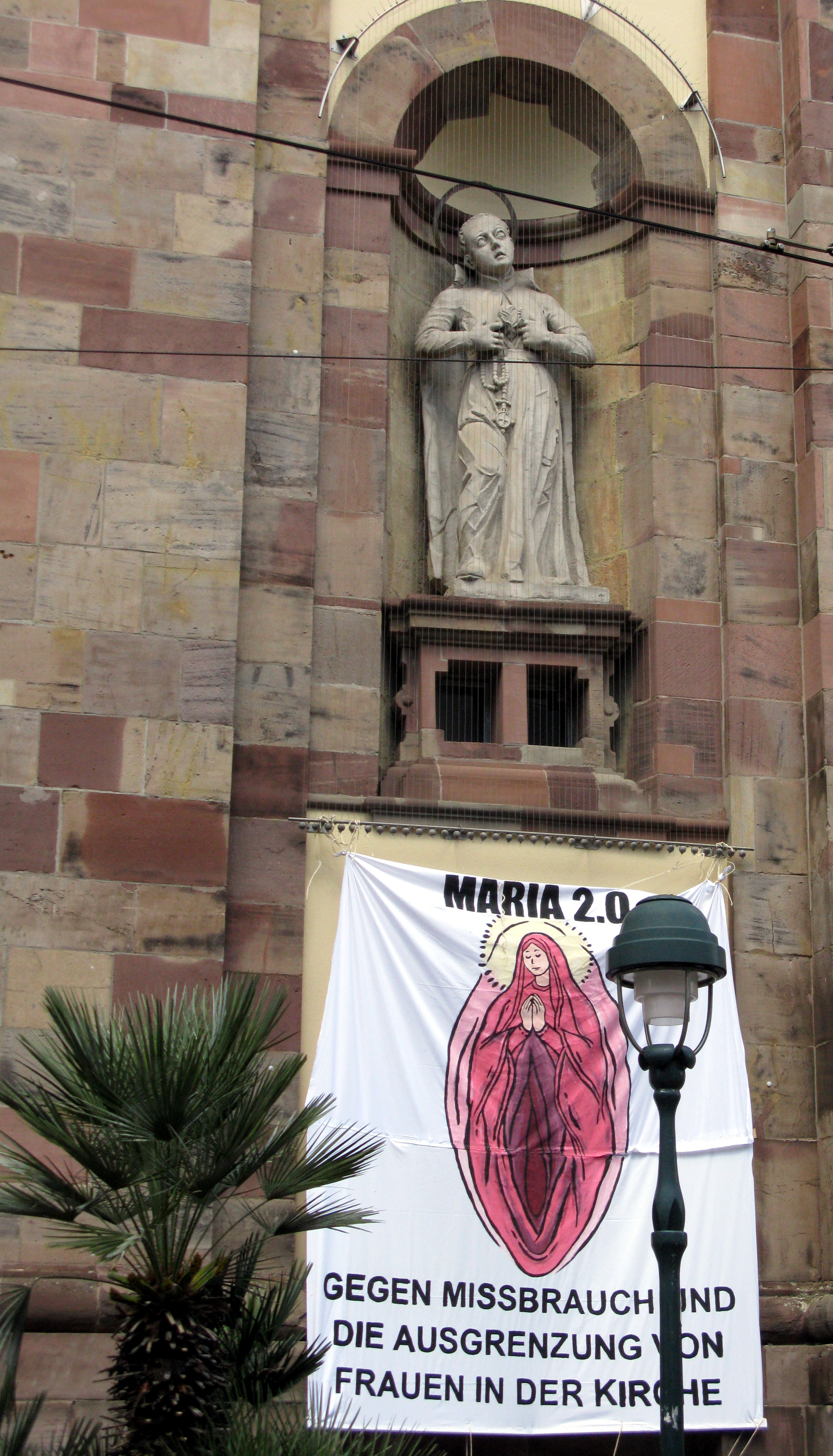
Transparent an der Freiburger Universitätskirche

Zu den Kritikern der Aktionswoche gehört Kurienerzbischof Georg Gänswein, Privatsekretär des emeritierten Papstes Benedikt XVI., der im April 2019 davor warnte, „eine neue Kirche erfinden zu wollen und an ihrer DNA herumzuschrauben.“
Das konservative Forum Deutscher Katholiken rief im Mai 2019 dazu auf, aus dem Katholischen Frauenbund auszutreten.
Die katholische Lehrerin Johanna Stöhr aus dem Bistum Augsburg rief im Mai 2019 als Reaktion die Initiative Maria 1.0 ins Leben, die konservative Positionen vertritt. Stöhr sagte, sie wolle zeigen, „dass es auch Frauen gibt, die treu zur Lehre der Kirche halten“; die Forderungen der Bewegung Maria 2.0 seien „nicht ‚gut‘ für die Gläubigen und die Kirche“, denn sie gründeten „nicht auf dem Vermächtnis Jesu“. Eine Frau sei nicht dazu berufen, Priesterin zu werden, da Jesus sich mit zwölf Jüngern umgeben habe.
Ein Transparent der Fachschaft Theologie der Albert-Ludwigs-Universität Freiburg an der Universitätskirche richtete sich im Mai 2019 „Gegen Missbrauch und die Ausgrenzung von Frauen in der Kirche“. Es zeigte eine Marienfigur, die gleichzeitig an eine Vulva denken ließ. Dies erregte einigen Unmut, unter anderem auf Facebook. Die Aktion wurde jedoch von dem Rektor der Universitätskirche, Eberhard Schockenhoff, gedeckt, und auch das Ordinariat des Bistums Rottenburg-Stuttgart teilte mit, sie wolle sich nicht in die Freiheit der Universitätskirche einmischen. Die Freiburger Staatsanwaltschaft prüfte zwei Anzeigen wegen Blasphemie auf strafrechtliche Relevanz, sah jedoch keinen Grund für ein Verfahren, da keine strafbare Handlung vorlag.
Ursula Harter von der Initiative Pontifex äußerte im September 2019, dass Aktionen wie Maria 2.0 Ämter mit Macht gleichsetzten und damit ein falsches Verständnis von Macht in der Katholischen Lehre zeichnen.
Der Arbeitskreis Theologische Orientierung des Ökumenischen Netzes mahnte im September 2019, dass sowohl die unreflektierte Anpassung an Heutigkeit als auch der Versuch, den Verlust an Inhaltlichkeit durch überzeitliche Wahrheiten unfehlbar zu sichern, nicht zielführend ist.
Der Vorsitzende der Deutschen Bischofskonferenz, Bischof Georg Bätzing, sagte im Mai 2020 im Interview mit Publik-Forum über die Aktion Maria 2.0 und die Bewegung Wir sind Kirche: „Sie sind Teil der Kirche. Das sind unsere Leute!“
Die TV-Komikerin Carolin Kebekus erwähnte Maria 2.0 am 9. Juli 2020 in der Carolin Kebekus Show in der ARD. In Zukunft würden vermutlich noch viele Frauen aus der Kirche austreten. Sie frage sich, warum die Kirche das Engagement der Frauen in der Initiative nicht nutze. „Die Kirche geht den Bach runter und da stehen schlaue, hochintelligente, studierte Frauen voller Liebe für ihre Kirche und wollen einfach nur helfen, dürfen aber nicht.“
Beate Gilles, designierte Generalsekretärin der Deutschen Bischofskonferenz, sagte, viele Anliegen von Maria 2.0 seien auch ihre.
Am 25. März 2021 gaben die beiden Initiatorinnen, Elisabeth Kötter und Andrea Voß-Frick aus Münster, den Austritt aus der katholischen Kirche bekannt.

## Österreich
Zur Aktionswoche im Mai 2019 organisierten Katholikinnen in Innsbruck einen Schweigezug von der Spitalskirche zum Innsbrucker Dom. In den Wiener Pfarren Breitenfeld und Inzersdorf-St. Nikolaus gestalteten Frauen einen Gottesdienst vor den jeweiligen Kirchen. Weitere Aktionen folgten etwa am Internationalen Frauentag 2020, in einer Aktionswoche im September 2020 und zum „Thesenanschlag“ im März 2021.

## Schweiz
In der Schweiz riefen kirchlich engagierte Frauen mit Unterstützung verschiedener Verbände, darunter der Schweizerische Katholische Frauenbund (SKF) und die Interessengemeinschaft Feministische Theologinnen, ebenfalls zu einem Kirchenfrauenstreik am 15. und 16. Juni 2019 sowie zur Beteiligung am nationalen Frauenstreik (14. Juni 2019) auf.